# Tylospilus acutissimus
Tylospilus acutissimus är en insektsart som först beskrevs av Carl Stål 1870.  Tylospilus acutissimus ingår i släktet Tylospilus och familjen bärfisar. Inga underarter finns listade i Catalogue of Life.